# Курган Славы (Минск)
Мемориа́льный ко́мплекс «Курга́н Сла́вы» (бел. Мемарыяльны комплекс «Курган Славы») — памятник Великой Отечественной войны, расположенный в Смолевичском районе Минской области Беларуси, на 21-м километре М2 Минск — Национальный аэропорт «Минск».

## История боя
Именно в этих местах в июле 1944 года во время крупнейшей наступательной операции «Багратион» в окружение попала 150-тысячная группировка гитлеровских войск. Данное событие получило название «Минский котёл». Разгром этой группировки завершился 11 июля и стал ещё одним решающим шагом на пути к освобождению Беларуси.
Сама наступательная операция «Багратион», проводимая силами 1-го, 2-го, 3-го Белорусских и 1-го Прибалтийского фронтов при участии партизан, началась 23 июня 1944 года и завершилась 29 августа освобождением Беларуской ССР, части Литовской ССР и Польши.

## Строительство мемориала
Решение о возведении мемориала «Курган Славы» было принято в 1966 году.
В рамках постановления Бюро Центрального Комитета Коммунистической партии Белоруссии от 18 августа 1966 года было решено утвердить предложение Минского обкома КПБ о сооружении монументальной скульптурной композиции в Минском районе. Согласно задумке, она должна была ознаменовать победоносное завершение Белорусской наступательной операции «Багратион» в 1944 году, приведшей к уничтожению немецкой группы армий «Центр». Данный документ подписал первый секретарь ЦК КП Белоруссии Петр Машеров. А уже в сентябре 1966 года на месте будущего Кургана Славы заложили памятную плиту и провели митинг. В нём приняли участие не только минчане, но и представители городов-героев. Участники митинга приняли наказ грядущим поколениям чтить память прошедшей войны и быть патриотами своего отечества. Текст наказа был замурован в специальной капсуле в основании кургана.
Сооружение Кургана Славы, которое началось в ноябре 1966 года, стало делом всенародным. Тысячи людей посчитали своим долгом сделать свой вклад в это и принесли сюда горсти земли.
У подножия Мемориального комплекса «Курган Славы» установлен штурмовик Ил-2.

## Описание мемориала
Общая высота мемориала составляет 70,6 метра. Земляной холм высотой 35 метров венчает скульптурная композиция из четырёх штыков, облицованных титаном, высотой 35,6 метра каждый. Штыки символизируют 1-й, 2-й, 3-й Белорусские и 1-й Прибалтийский фронты, освобождавшие Беларусь. Их основание опоясывает кольцо с барельефными изображениями советских воинов и партизан. На внутренней стороне кольца, выполненной в технике мозаики, отбит текст: «Армии Советской, Армии-освободительнице — слава!» Кроме того, основание обелиска украшают изображения орденов Отечественной войны и Славы. От подножия кургана, опоясывая его, к монументу ведут две бетонные лестницы, каждая из которых имеет 241 ступень.
Открытие Кургана Славы состоялось в 1969 году.
Курган Славы под Минском породил целую волну подражаний среди архитекторов, создававших военные мемориалы по всему СССР.

### Авторы
- Скульпторы А. Бембель и А. Артимович,
- Архитекторы О. Стахович и Л. Мицкевич,
- Инженер В. Лапцевич

### Составные части
- Курган Славы: высота 35 метров.
- Обелиск — 4 стилизованных штыка (1-й, 2-й, 3-й Белорусские и 1-й Прибалтийский фронты — участники освобождения Белоруссии); высота 35,6 м (от вершины кургана).

## Реконструкция комплекса «Курган Славы»

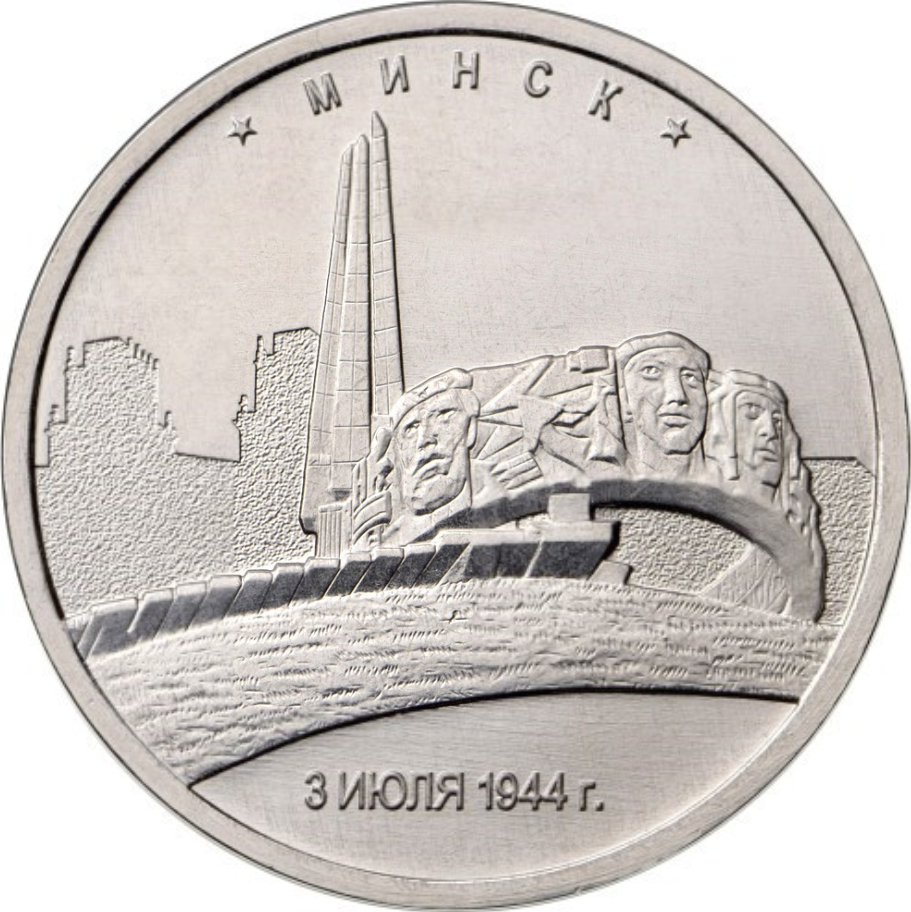
Монета Банка России 2016 года.

Решение провести масштабную реконструкцию Кургана Славы было принято в мае 2003 года на заседании Республиканского оргкомитета по подготовке празднования 60-летия освобождения Беларуси от немецко-фашистских захватчиков. Основную организацию и контроль за ходом восстановительных работ взяла на себя Федерация профсоюзов Белоруссии. Обновление памятника к памятной дате стало общенародным делом.
На первом этапе реконструкции благоустроили прилегающую территорию, отремонтировали административные здания, инженерные сети, установили новую оросительную систему. На втором — отреставрировали верхнее декоративное кольцо, починили ступени, организовали музей военной техники. Весной 2004 года на территории комплекса был заложен парк имени 60-летия Победы в Великой Отечественной войне.

## В нумизматике
1 августа 2016 года Центральным банком России была выпущена пятирублёвая монета из серии «Города—столицы государств, освобожденные советскими войсками от немецко-фашистских захватчиков», посвящённая Минску, на реверсе которой изображена скульптурная композиция, являющаяся частью «Кургана Славы». Количество экземпляров — два миллиона.

## Связь с зеленоградским комплексом «Штыки»
Иногда комплекс путают с похожим на него мемориальным комплексом «Штыки» (около Зеленограда):
- зеленоградский имеет 3 «штыка», белорусский 4 «штыка», окружённых бронзовым барельефом
- зеленоградский курган имеет название «Холм Славы», белорусский — «Курган Славы».

## Галерея

Фрагмент стелы
Курган Славы на закате
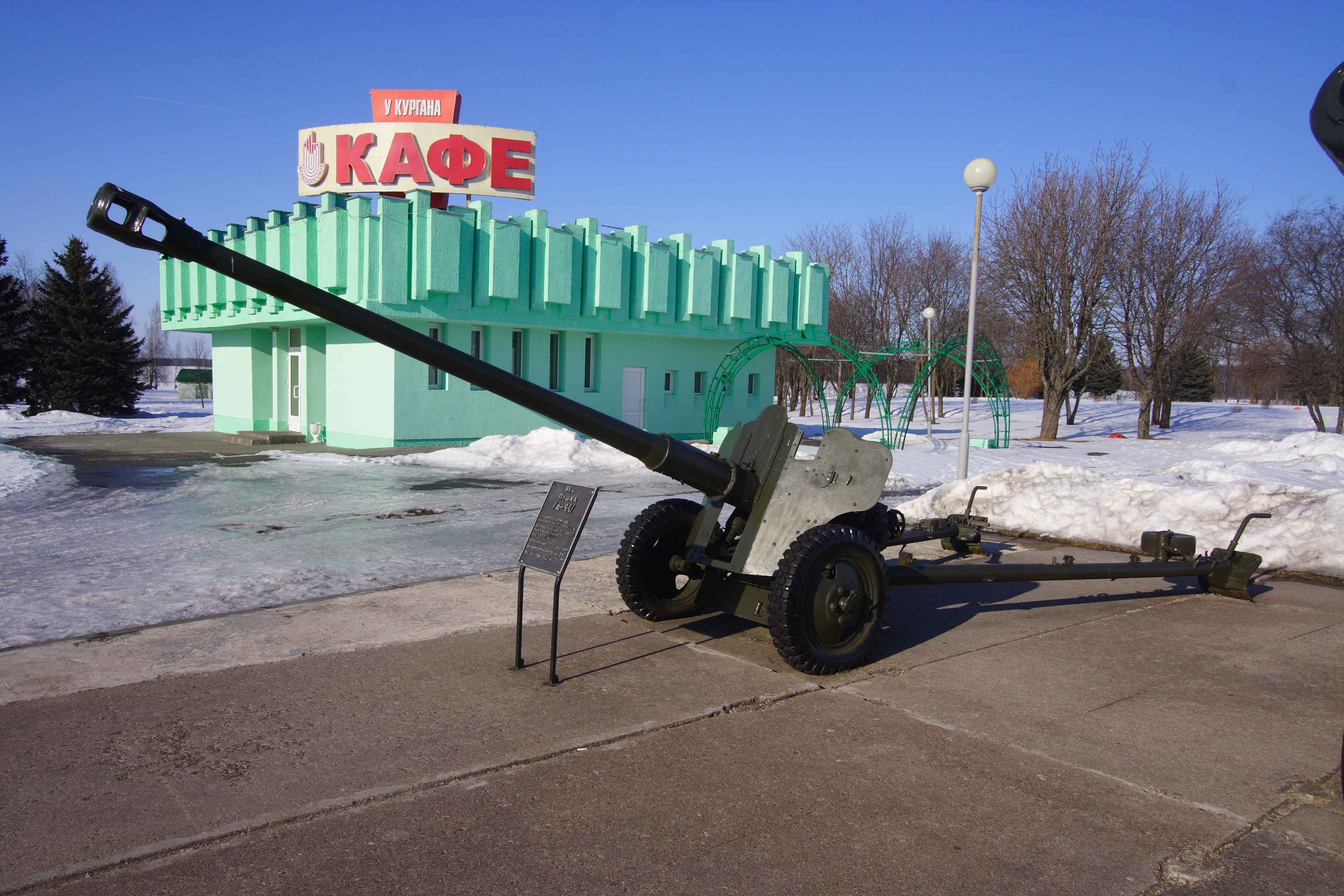
85-мм дивизионная пушка Д-44
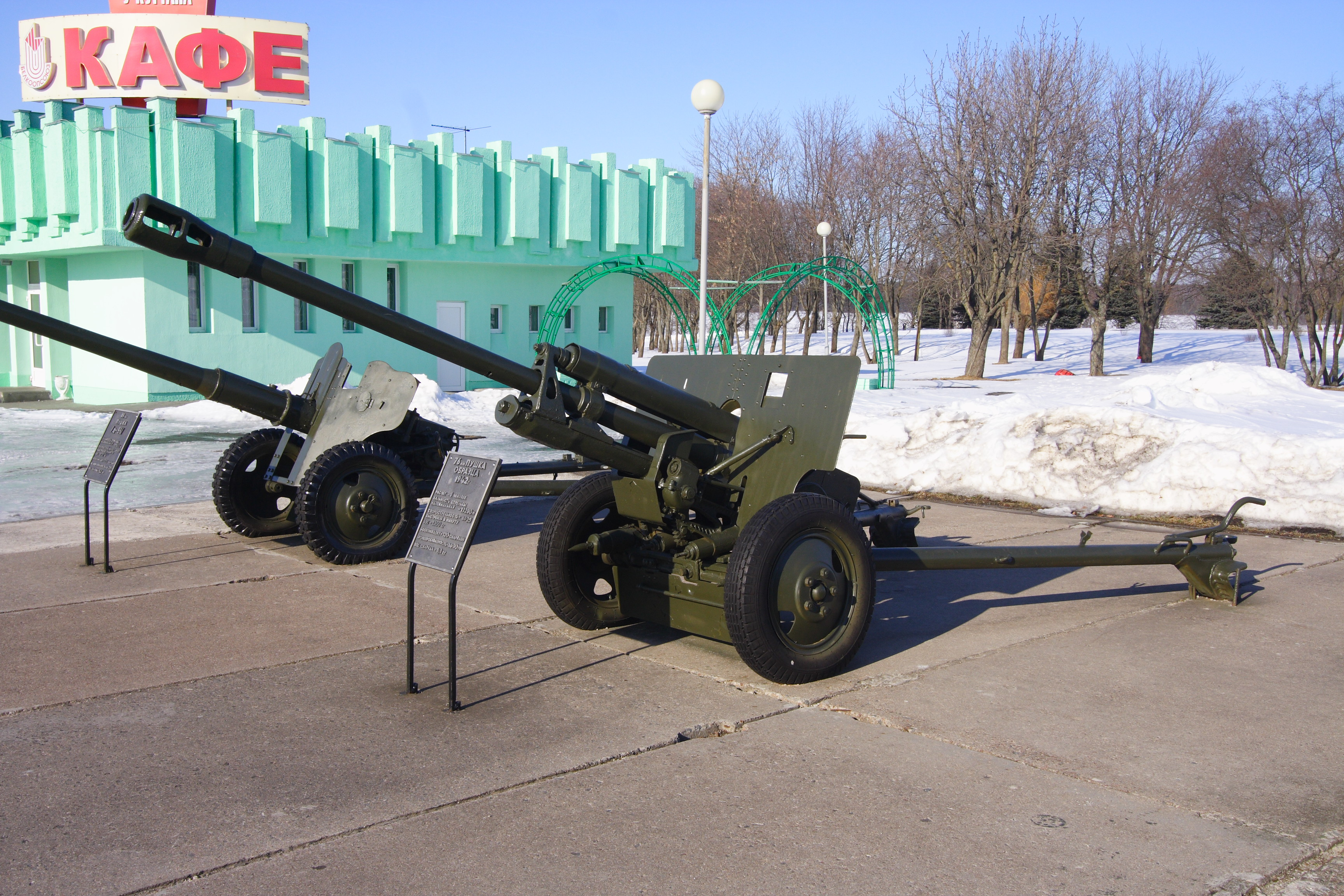
76-мм дивизионная пушка образца 1942 года (ЗИС-3)
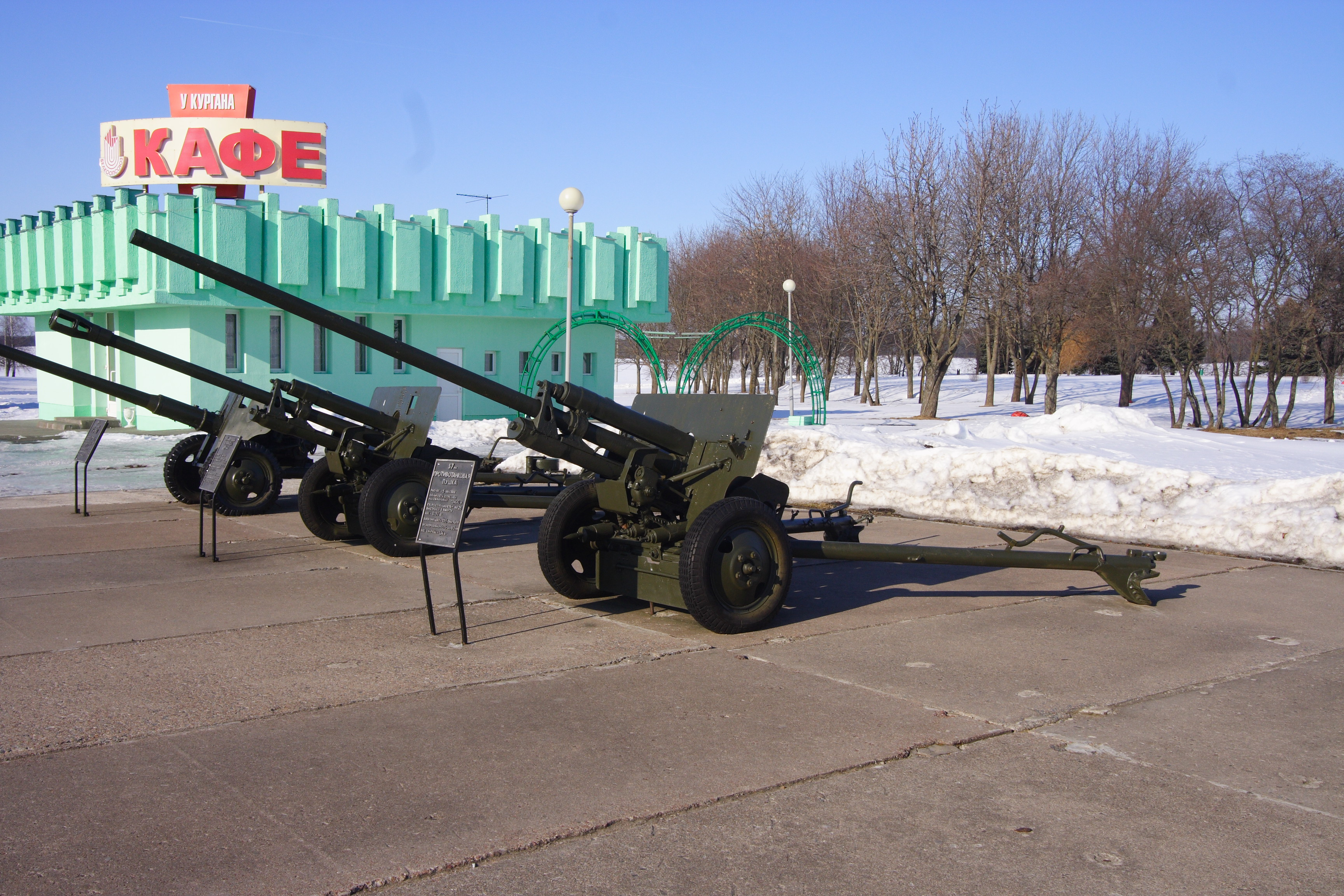
57-мм противотанковая пушка образца 1941 года (ЗИС-2)
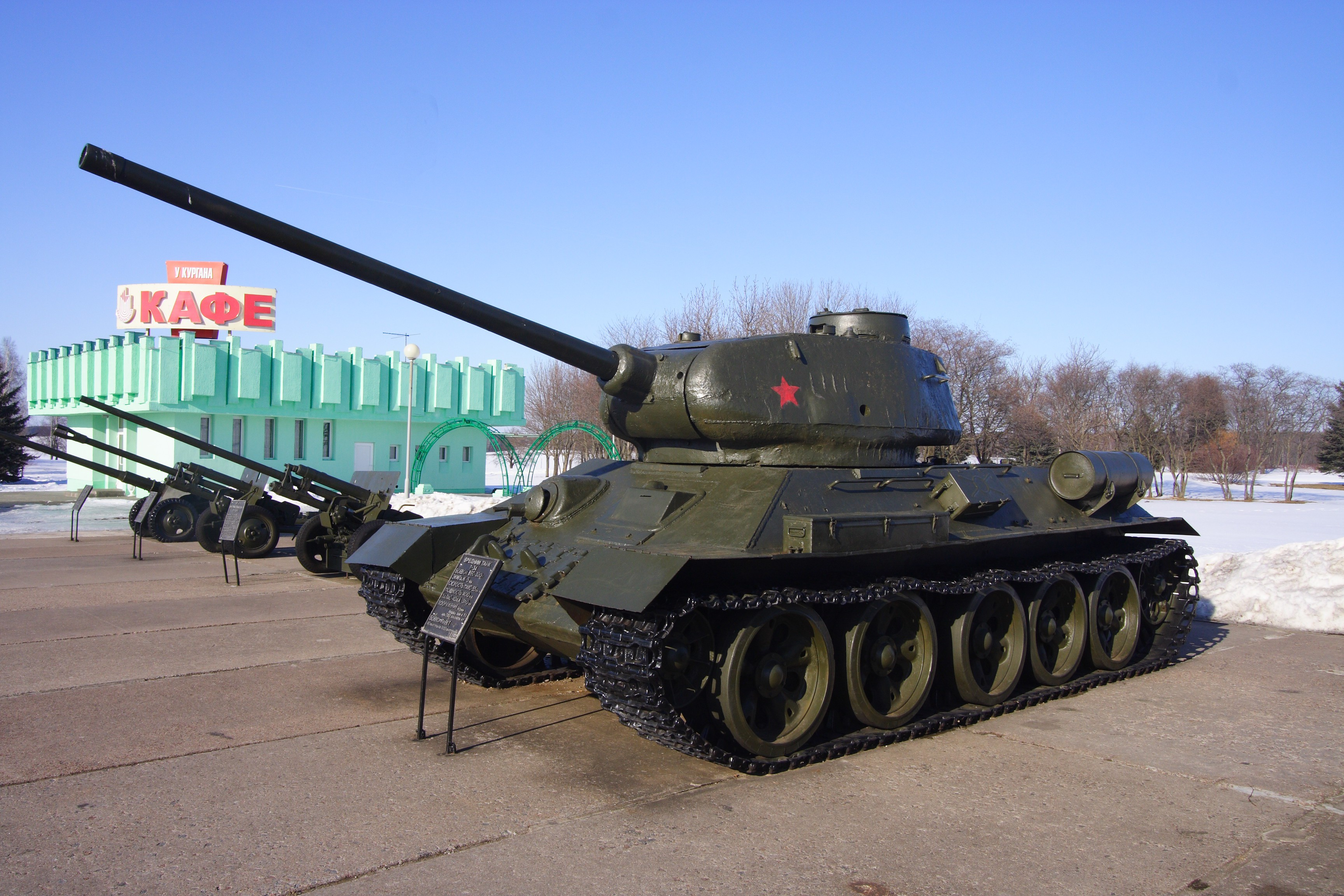
Т-34-85
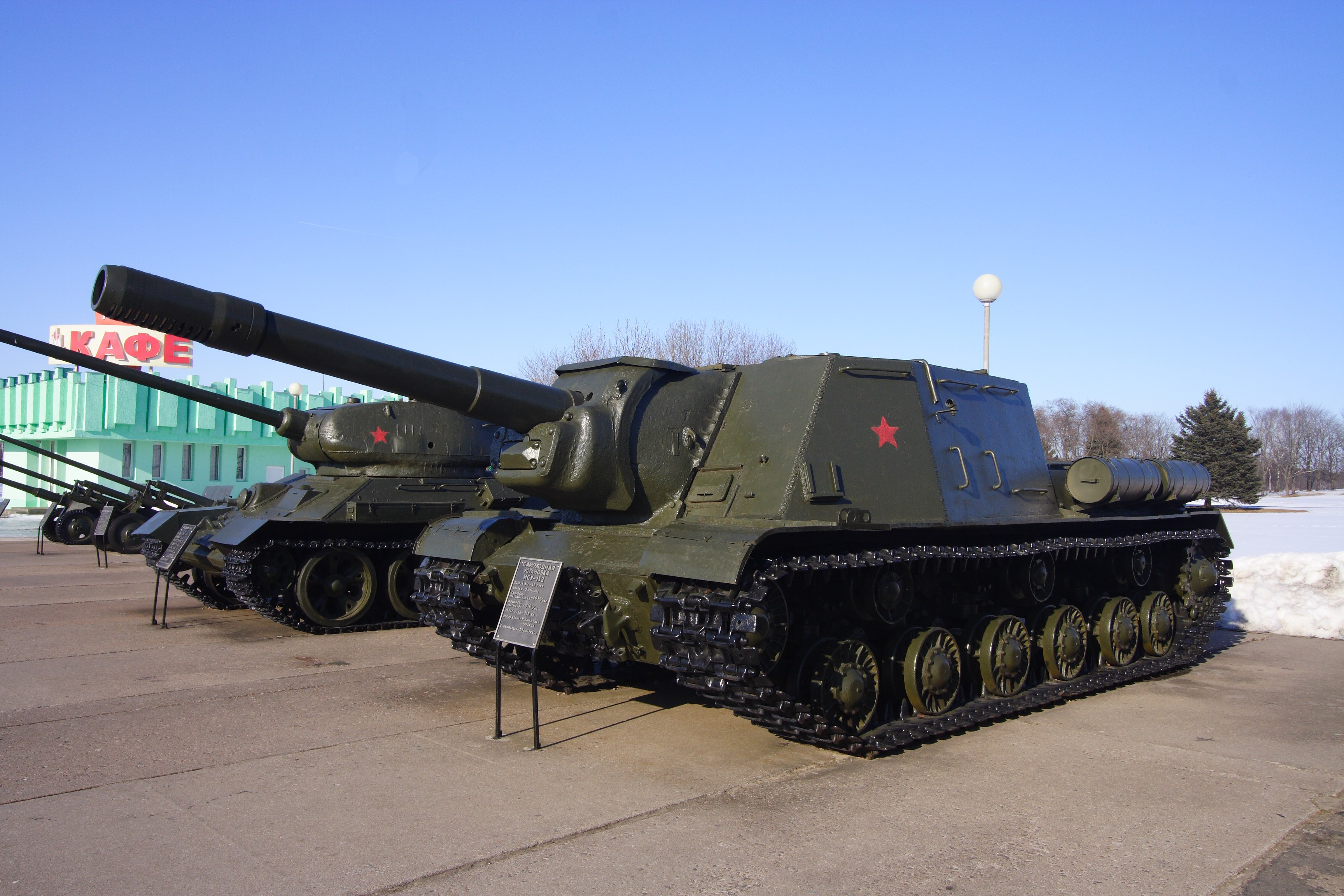
ИСУ-152
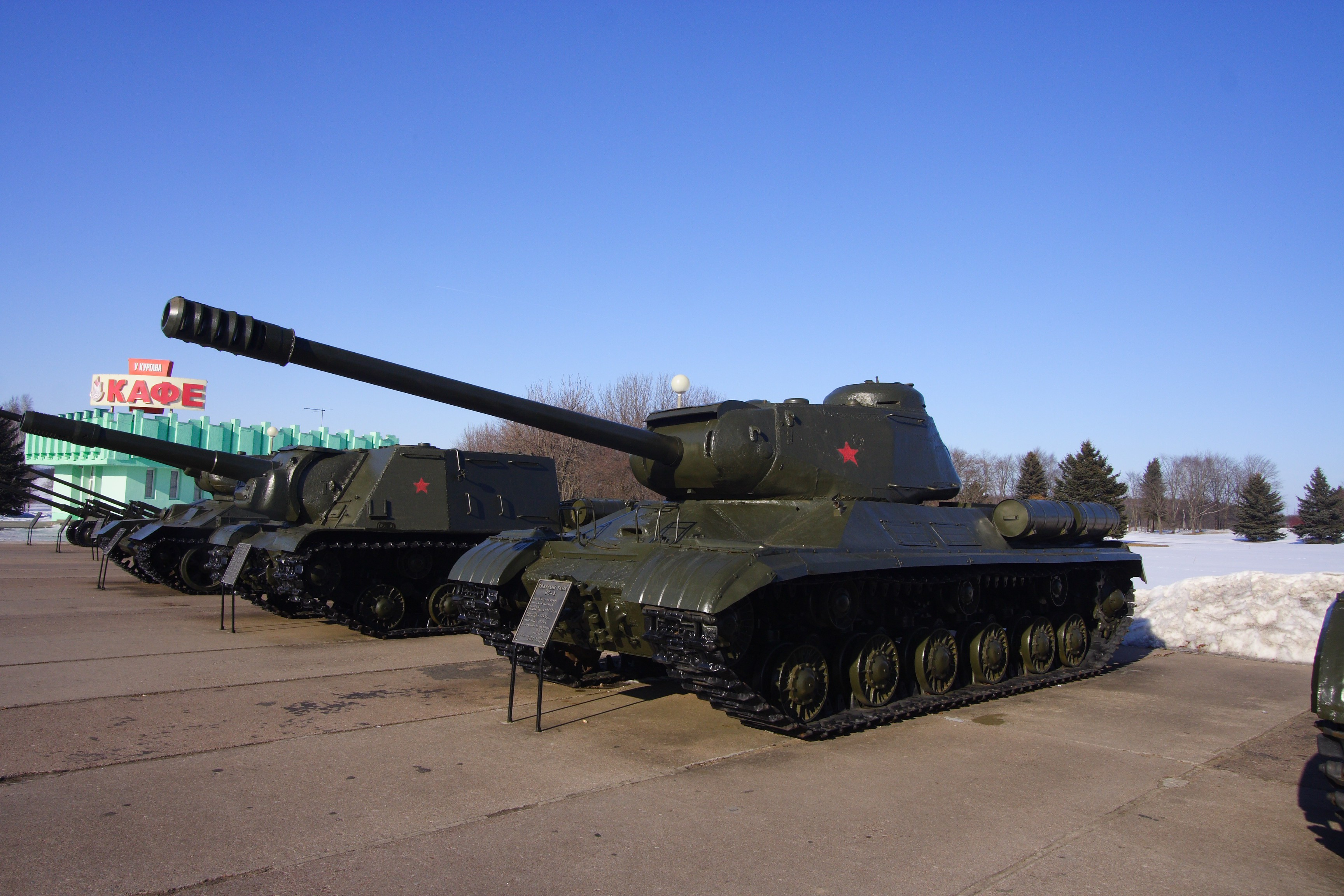
ИС-2
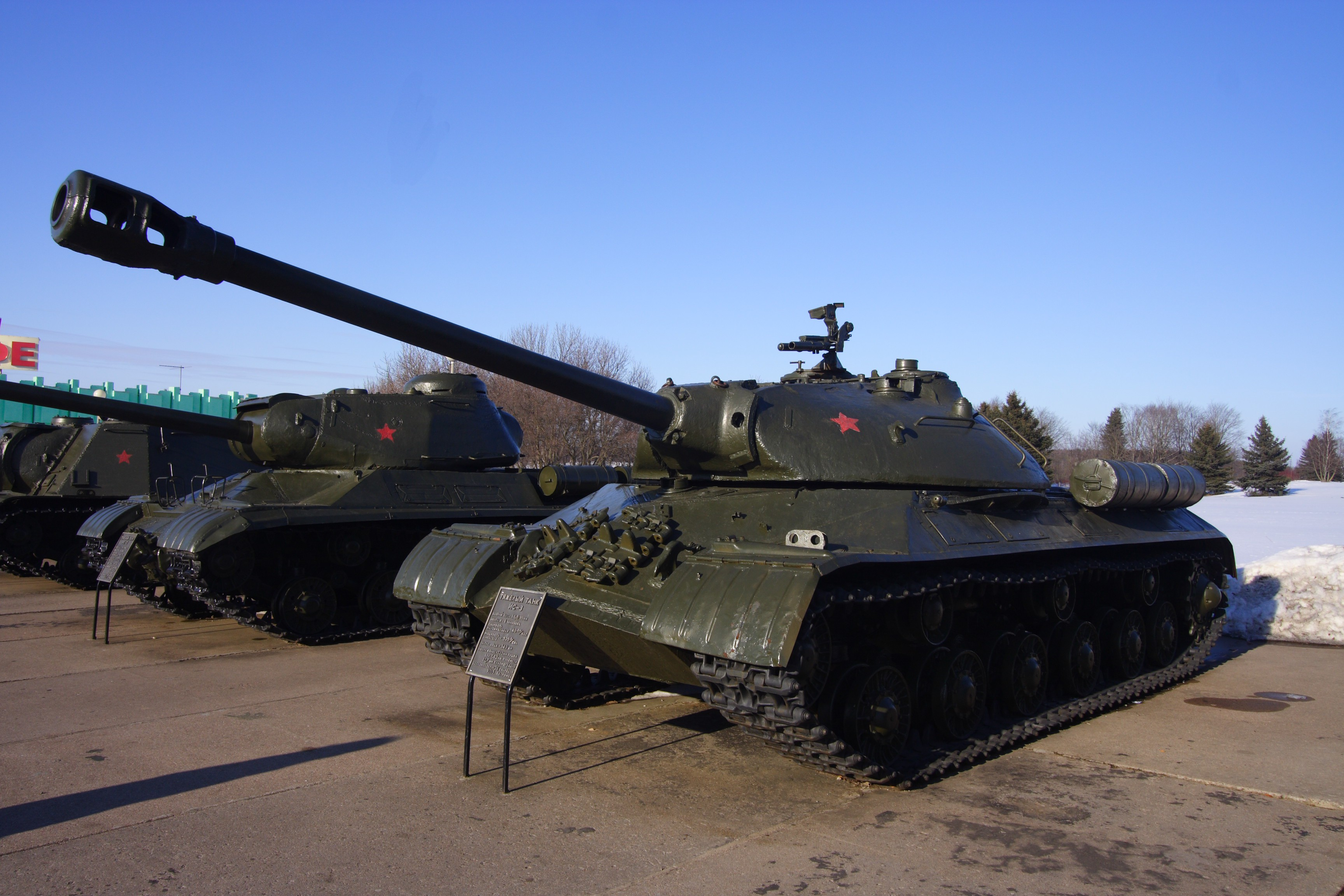
ИС-3
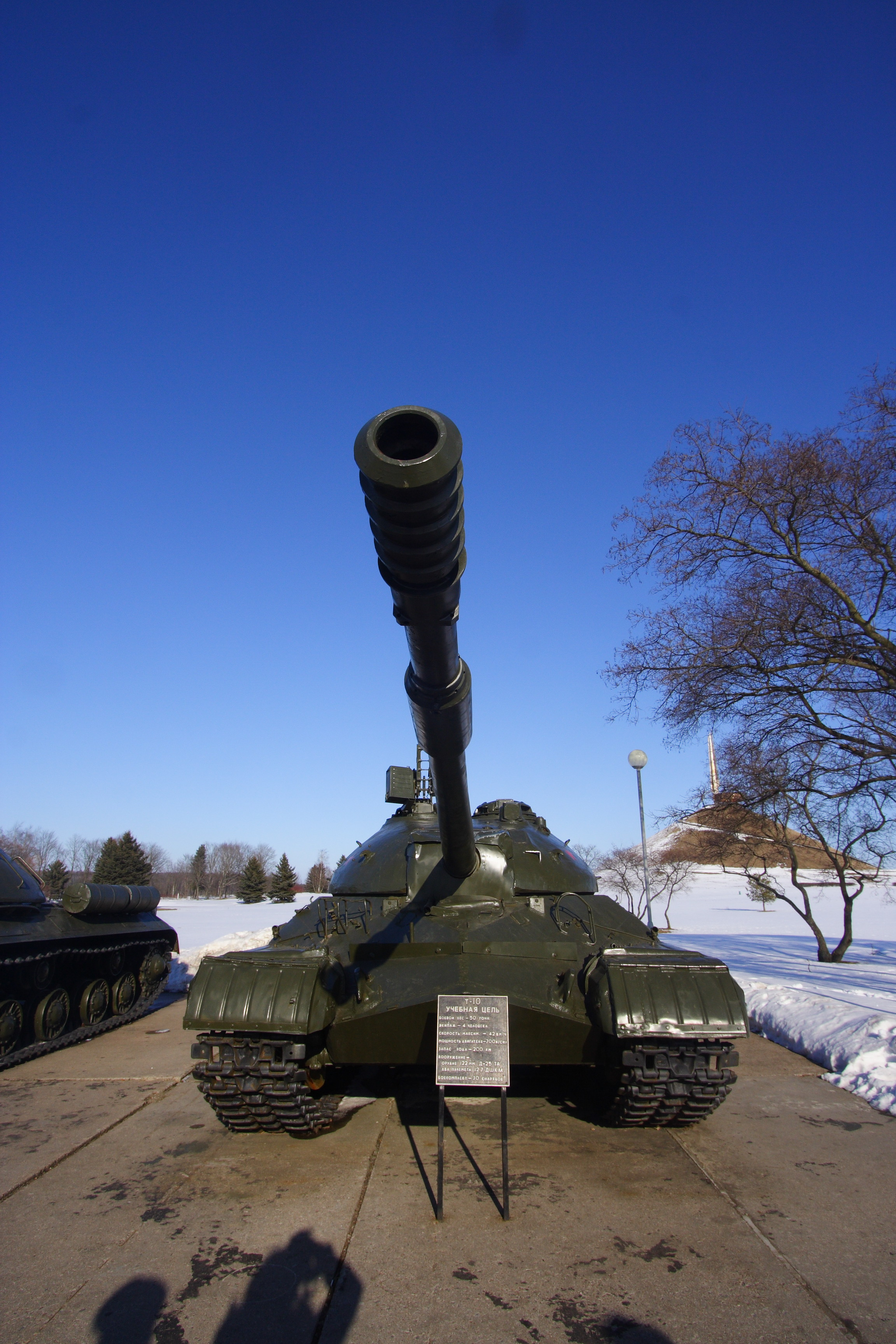
Т-10